# Ондо, Даниэль Она
Даниэль Она Ондо (фр. Daniel Ona Ondo; род. 10 июля 1945, Оем) — габонский политический деятель, премьер-министр Габона с 24 января 2014 по 29 сентября 2016 года.

## Биография
Родился 10 июля 1945 года в городе Оем на севере Габона. После его начального и среднего образования поступил в университет Пикардии во Франции, после получения степени бакалавра продолжил учёбу в национальном лицее Леона Мба в Либревиле. Получил государственную степень доктора экономических наук в 1980 году в университете Париж 1 Пантеон-Сорбонна, доцент факультетов права и экономики и преподаватель факультета права и экономических наук в университете имени Омара Бонго в Либревиле.
Занимал следующие должности: декан, технический советник министра развития и экономического планирования, советник Президента Республики по вопросам торговых отношений и промышленного участия, ректор университета Омара Бонго, член правительства с 1997 года как министр-делегат в Министерстве здравоохранения и народонаселения, министр культуры, искусств и народного образования с 1998 по 1999 год, министр культуры, искусств, общественного образования, молодежи и спорта с 1999 по 2002 год, министр образования с 2002 по 2005 год, министр почты и телекоммуникации с 2005 по 2007 год, первый заместитель председателя национального собрания Габона с 2007 по 2014 год, премьер-министр Габона с 24 января 2014 по 29 сентября 2016 года.

## Семья
Состоит в браке, отец 7 детей.